# Pervaja Gruppa 1946 (pallacanestro)
La Pervaja Gruppa 1946 è stata la 12ª edizione del massimo campionato sovietico di pallacanestro maschile. La vittoria finale è stata appannaggio dell'Armia Tbilisi.

## Classifica
|  |     | Squadra         | G | V | N | P | PF  | PS  | PF/PS | Pt |
|  | --- | --------------- | - | - | - | - | --- | --- | ----- | -- |
|  | 1.  | Armia Tbilisi   | 9 | 9 | 0 | 0 | 340 | 209 | +131  | 18 |
|  | 2.  | CDKA Mosca      | 9 | 8 | 0 | 1 | 336 | 265 | +71   | 16 |
|  | 3.  | Dinamo Mosca    | 9 | 7 | 0 | 2 | 363 | 211 | +152  | 14 |
|  | 4.  | Kalev Tallin    | 9 | 6 | 0 | 3 | 280 | 226 | +54   | 12 |
|  | 5.  | Dinamo Tbilisi  | 9 | 4 | 1 | 4 | 357 | 306 | +51   | 9  |
|  | 6.  | Žalgiris Kaunas | 9 | 4 | 0 | 5 | 305 | 252 | +53   | 8  |
|  | 7.  | DO Leningrado   | 9 | 3 | 1 | 5 | 270 | 263 | +7    | 7  |
|  | 8.  | Tu Char'kov     | 9 | 2 | 0 | 7 | 258 | 353 | -95   | 4  |
|  | 9.  | Dinamo Kutaisi  | 9 | 1 | 0 | 8 | 193 | 432 | -239  | 2  |
|  | 10. | Spartak Mosca   | 9 | 0 | 0 | 9 | 151 | 336 | -185  | 0  |

## Squadra vincitrice
|  | Naz.                        | Ruolo | Sportivo           | Anno | Alt. |  |  |
|  | --------------------------- | ----- | ------------------ | ---- | ---- |  |  |
|  | Unione Sovietica (bandiera) |       | G. Akhvlediani     |      |      |  |  |
|  | Unione Sovietica (bandiera) |       | Lev Dzek'onsk'i    |      |      |  |  |
|  | Unione Sovietica (bandiera) |       | Michail Ermakov    |      |      |  |  |
|  | Unione Sovietica (bandiera) |       | Michail Filippov   |      |      |  |  |
|  | Unione Sovietica (bandiera) |       | G. Gupalov         |      |      |  |  |
|  | Unione Sovietica (bandiera) | A     | Nodar Jorjik'ia    | 1921 | 188  |  |  |
|  | Unione Sovietica (bandiera) |       | Suren Oganezov     |      |      |  |  |
|  | Unione Sovietica (bandiera) |       | Boris Sarkisov     |      |      |  |  |
|  | Unione Sovietica (bandiera) |       | O. Sulaberidze     |      |      |  |  |
|  | Unione Sovietica (bandiera) |       | A. Vachadze        |      |      |  |  |
|  | Unione Sovietica (bandiera) |       | Grigorij Zachljan  |      |      |  |  |
|  | Unione Sovietica (bandiera) | ALL   | Grigorij Meunargia |      |      |  |  |